# 天社土御門神道
天社土御門神道（てんしゃつちみかどしんとう）、または土御門神道（つちみかどしんとう）、は、福井県大飯郡おおい町（旧名田庄村地区）に本庁を置く宗教団体。呼称については「土御門神道」で良いが、江戸時代に土御門家が「陰陽道宗家」として霊元天皇より賜った「天社宮」（てんしゃぐう）の宮号にある「天社」を冠して「天社土御門神道」とも呼ぶ。
安倍晴明を祖とする陰陽道宗家・安倍氏土御門家が伝えてきた陰陽道を基幹としているが、中世には吉田神道の影響を受けている上に、江戸時代に神道家で儒家の山崎闇斎の提唱した垂加神道の思想を取り込んで「神道化」を果たした「天社神道(安家神道ら土御門神道)」であるため、厳密に言えば陰陽道そのものではない。現在は神道系団体であるまた、現在の代表は土御門家の当主ではなく、土御門家の家政を司っていた家臣の家柄である藤田家が担っている。
最後の土御門家当主となった土御門範忠（1920～1994）逝去後は、最高位である「管長」は置いていない。マスコミ等の取材に対応する時も肩書はあくまでも「庁長」（天社土御門神道本庁長）あるいは「代表」としている。現在の最高責任者（法人代表）の肩書きは「庁長（代表）」となる。

## 成立に至る経緯
陰陽道のうち、特に天文道を家学として確立した安倍氏は、室町時代に時の当主である安倍有世が、室町幕府第三代将軍 足利義満によって従二位という破格の待遇を得て公卿となり、以後は土御門家と称して朝廷と幕府に仕えた。応仁の乱で朝廷および幕府の中心機関があった京都が戦地になると、陰陽師らは混乱を避けるために地方の守護大名を頼って地方に下ったり、自らの領地に疎開する。
土御門家は朝廷より賜っていた「泰山府君祭永年祭料地」であった若狭国遠敷郡名田庄に疎開し、若狭武田氏などを頼った。応仁の乱および、同戦乱に誘発されて地方で散発的に戦乱が起き続けた結果、土御門家は有宣、有春、有脩の三代および久脩の四人が当地に居住した。土御門有宣と有春はついに帰京が叶わず名田庄で逝去している(帰京が叶った有脩も遺骨は名田庄に納骨され、現在は史跡「安倍氏三卿墓所(土御門家三卿墓所)」となっている)。
一連の戦乱は土御門有脩の代に収束を迎え、息子である土御門久脩と共に帰京するが、焼け野原となった京都に往時の面影はなく、朝廷も廃れ焼失部も多く、陰陽寮は所蔵していた大量の道具や典籍を失った。陰陽寮設置以来伝えてきた「陰陽道」はこの時点で大部分を"失伝"した。
苦肉の策で土御門家は、当時の神道界を独占していた吉田家の唯一宗源神道(吉田神道)が取り込んでいた陰陽道由来の思想や技術を再収集した他、陰陽道は既に密教にも浸透していた事から、密教の修法からも陰陽道由来とおぼしき部分を抜き出して再構築を図った。
しかしながら、結局それだけでは陰陽道の"完全なる再興"は果たせず、吉田家に祭祀について問い合わせたり、祭儀につかう斎服を借りたいと申し出たが断られたという話が、当時の吉田家の日記に残っている。同日記には「久々に都で陰陽道祭儀が行われるので見物に行ったが、内容が(吉田神道と)同じだった」「陰陽道の霊場と聞いてやって来たが、草が生い茂り荒れ地に祭壇を設けていた」とも記され、「土御門は吉田より出る」とまで書かれてしまった。
この一件については様々な捉え方は出来るが、後に陰陽道が土御門神道へと変化する"最初の転機"は吉田神道と関わったこの時と見る事も出来よう。
それでもなお、陰陽寮(陰陽師)の主要三部門天文道·暦道·陰陽道はあくまで土御門家(安倍氏)および勘解由小路家 (賀茂氏)の専権事項であった為に、あくまでも「陰陽道」は独自の職掌として認識され、祭祀もまた「陰陽道祭祀」として確立させ続けた。
足利義昭が織田信長によって京都から追放されて室町幕府が崩壊すると、貴族(公卿)でもあった陰陽師達は新たに台頭した戦国大名たちの要望に応えていく事に活路を見いだした。殊に土御門家は、当時もっとも大きな影響力を持っていた織田信長に接近し、信長もまた土御門家に目をかけた。その証拠に、前右大臣である信長の推挙によって土御門家は「公家成」を果たしている。これまでは土御門家当主が個人で位階昇進を果たしていたが(蔭位による)、信長による推挙によって、土御門家は明治に至るまでつづく正式な「公家」の一員となった。また信長の弟である織田信包の嫡子である織田信重の娘は久脩の子である土御門泰重の妻になっており、織田家と姻戚関係にもなっている。
一方で賀茂朝臣氏嫡流勘解由小路家は衰退を見せ始めていた。織豊時代(安土桃山時代)初期は土御門家がなかなか疎開先の名田庄より帰京しない事から、代理的に陰陽頭職に就いていたが、嫡流の勘解由小路在昌(賀茂在昌)はキリスト教に感化されて洗礼を受け"マノエル·アキマサ"となるなど、一族の秩序に乱れが生じ始めていた(ただし数年後にキリスト教は棄教しており、陰陽頭にもなっている)。
ともあれ、こうした混乱の結果、賀茂氏嫡流である勘解由小路家は無嗣となって没落。ここに賀茂氏本流は途絶える事になった(後に賀茂氏の血統は庶流である幸徳井家が継承する)。陰陽頭の地位は勘解由小路家が無嗣になると、再び土御門家の元に戻った。
信長は甲州征伐(武田攻め)後頃から、東海信越および他地方において、陰陽寮が作成する暦と異なる節気基準や閏法を用いている事に注目し、土御門久脩にその理由と改暦について問い合わせている。この時に久脩がどう回答したかは明らかではないが、その場にいた公家の勧修寺晴豊の日記によると、久脩は勘解由小路在昌らとも相談して、地方暦の事情や改暦の必要性は見いだせない事などを答申し、信長は一旦納得したという。
しかし天正10年(1582年)6月1日、上洛した信長は参集した公家衆に再び暦法の事について話しており、勧修寺晴豊は「(信長は)改暦の事を再び考えているのかもしれないが、難しいだろう」と所感を日記に記している。土御門久脩も再度暦の話が出た事に当惑したようだが、翌日の6月2日に「本能寺の変」が発生して織田信長は死去していまい、暦法の話は結局そのまま忘れられていく事になった(「貞享の改暦」の時まで話題にならなかった)。
本能寺の変で死去した織田信長の後継者として台頭した羽柴秀吉(豊臣秀吉)は、天下統一を果たして関白に就任した。ただ、秀吉は後継者がなく、甥である羽柴秀次(豊臣秀次)に関白職を譲り、自らは「太閤」として君臨した。ところが側室·淀殿が拾(のちの豊臣秀頼)を産むと、秀吉は秀次の存在が次第に疎ましくなっていった。その結果、秀次は突如として出奔した上、自害してしまう(いわゆる秀次事件)。この事件については近年、秀吉による秀次排除策ではなく、秀次による秀吉への抗議の自害であったという説もあるが、いずれにせよ秀吉は事態を収集すべく秀次の一族近臣を悉く処刑し、さらに秀次に近かった公家達をも処罰に及んだ。時の土御門家当主であった土御門久脩もその中におり、久脩は出仕停止の上、闕所される。そして「秀頼呪詛の疑惑」の咎で尾張国に配流となった。『風俗見聞録』によれば、秀吉は「(陰陽道は)国家を犯す道なり、治平の世には不益の物也と兼ねて思い来たれり」と発言したと記されている。
ただし久脩の配流以前、秀吉は京中の陰陽師(唱門師、声聞師)131名を「荒地開墾のため」として、やはり尾張や三河などに強制移住(実質的"追放")させた上、京の環境整備の一環として、安倍晴明の墓所があった五条中嶋法城寺を始めとする、晴明ゆかりの地や陰陽師の参集地を悉く破却におよんでいる。この事から、秀次事件の有無に関わらず秀吉は陰陽師に対して一種の不信感を抱いており、好機を狙って陰陽師を一掃したのではないかとも考えられる(通称「陰陽師狩り」)。しかし、京 方広寺大仏殿の建立作業開始日について、勘解由小路在昌に日時勘申をさせており、慣例として陰陽師に日次を問う事はしている。
「陰陽師狩り」の一件の後、老齢の秀吉は朝鮮侵攻や自らの衰えが専らの課題になり、追放された側の土御門久脩は尾張から若狭 名田庄の領地を往来していたとされている。いずれにせよ、東海地方に安倍晴明伝説が多数見られる事、三河萬歳をはじめとした諸芸能が、後に土御門家配下となる素地はこの時に出来たのでは、と推測されている(唱門師の芸能者化としての萬歳、傀儡など、諸々の"門付け芸"や"予祝芸")。

## 陰陽道「宗家制度」確立へ
太閤 豊臣秀吉が死去し、政権運営が五大老と五奉行による合議制になったが、そのなかで台頭したのは石高も地位も高かった徳川家康であった。天下取りに動き始める家康と、それを阻止して豊臣政権の維持を図ろうとする石田三成らとの対立は必至であった。
追放処分を受けていた土御門久脩が嫡子である泰重と共に帰京したのは天下分け目となった関ヶ原合戦が起きた慶長5年(1600年)ごろと思われる。同年中には朝廷出仕を再開している。
関ヶ原の合戦を制した徳川家康は慶長8年(1603年)、征夷大将軍となって江戸に幕府を開くが、この時に土御門久脩は室町幕府の故実に倣って新将軍である家康に身固めの儀式と天曹地府祭を行っている。以後歴代将軍即位時には、土御門家当主が京都より江戸へ出向いている。
久脩の後継となった土御門泰重は、短期であるが陰陽頭には就任しているが、時の後水尾天皇と、その生母である近衛前子(中和門院)からの信任があつく天皇近臣としての職務に忙殺された。しかも暦道を司っていた賀茂氏の嫡流 勘解由小路家が断絶以来、本職である天文博士職に暦博士職も暫定的に預かっていた。陰陽頭職と家職たる天文道、さらには暫定的とはいえ暦博士職をも兼帯しながら天皇の近臣として仕える事には限界があった泰重は、元和２年(1616)に暦博士職を南都で活動していた賀茂氏庶流あった幸徳井家に委譲する事を奏請して認可を得た。なおそれでも泰重は天皇近臣としての職務多忙を優先せざるを得なかった事から、元和4年(1618)、泰重は陰陽頭職も当面は幸徳井家から選出させる旨を奏請して認められた。これまでは「曆道失態が理由」等との説もあったが、実際は他職に忙殺されての"やむを得ざる対応"であった。

なお幸徳井家の祖は安倍氏から出ているのだが、室町期の安倍氏庶流出身である安倍友幸が師家である賀茂氏の賀茂定弘の養子に入って同氏庶流になっていた。以後三代、陰陽頭の座は賀茂氏系である幸徳井家が担当した。
そのような中、二代将軍 徳川秀忠の娘 徳川和子の入内前に後水尾天皇がすでに四辻公遠の娘·於与津との間に皇子 賀茂宮がおり、於与津がさらに皇女を懐妊していた事が発覚する。これに激怒した秀忠は直ちに京都所司代 板倉勝重と武家伝奏 広橋兼勝を通して朝廷を探索し、「監督不行届」および、公家の不行状(怠慢)を摘発するに及んだ(「およつ御寮人事件」「万里小路事件」)。土御門久脩は職務怠慢をとがめられ、出仕停止の厳罰を受けている。
上記の通り、後水尾天皇および近衛前子(中和門院)の寵臣として朝廷に仕えた土御門泰重の日記『泰重卿記』は江戸時代初期(家康·秀忠期)における幕府と朝廷との関わりを知る貴重な資料となっており、この時期の幕府と朝廷·天皇とのやり取りを克明に記録している。万里小路事件の際の幕府による苛烈な追及に対して後水尾天皇は不満を持ち、突如退位を表明し、女一宮興子内親王（即位して明正天皇）に譲位を強行した。その際は武家伝奏 中院通村と共に京都所司代 板倉重宗から糾問されている。
泰重の後、土御門家は泰広、隆俊と短い間に二代の当主が替わったが(隆俊が土御門家当主になったかは不明瞭)、その間の陰陽頭職は幸徳井家が継いでおり、土御門家にとっては雌伏の時代となった。同時に、土御門家にとって陰陽頭職の奪還が悲願となる。そして同時に、吉田神道の「神祇管領長上」を模範とする陰陽師の統括職を意識し始めていった。
その悲願が叶うのは、泰広あるいは隆俊の子である土御門泰福によって達成される事となり、この泰福の手によって「陰陽道(安家陰陽道)」は「天社神道(土御門神道)」へと昇華していく。
泰福にとっての好機は四代将軍 徳川家綱の治世に実行された改暦事業、いわゆる「貞享改暦」であった。
これまで朝廷(陰陽寮)の専権であった造暦権は陰陽頭を務め、暦家 賀茂氏を継承していた幸徳井家が握っていた。その幸徳井家も友景·友種と続き、幸徳井友傳が陰陽頭となるも、若年故に後見人として土御門泰福が就いた頃、折しも徳川幕府は"幕府による改暦"を果たすべく、重鎮 保科正之や、水戸徳川家の徳川光圀らが下支えとなり、加えて両者に影響を与えていた神道家である山崎闇斎の働きかけもあって、幕府碁方の初世安井算哲の子である「二世 安井算哲」こと渋川春海らが登用され、新しい暦を作る準備を始めた。
当然、幸徳井家はこれに強く反発。そこで白羽の矢が立ったのが、渋川春海と同じく山崎闇斎門下であった土御門泰福であった。この時、泰福は山崎の説く「垂加神道(吉田神道および吉川神道と、朱子学に基づく神道説)」を学んで、これを"安倍氏に伝わる陰陽道"=「安家陰陽道」に取り込むべく師事していたと思われる(垂加神道は当時の公家や有名神社を奉祀する社家からの支持も強かった)。
結果、渋川春海ら幕府の造暦担当と土御門泰福によって作成された国産初の暦法は、泰福の手によって朝廷に奏請されて採用され、実に823年ぶりの改暦を果たした。以後は幕府に新設された「天文方」と、陰陽寮とが共同で造暦と暦法調査、天文観測を担当する。
改暦事業に関わり、これに成功した事で土御門家は再び陰陽寮内で復権を果たしていき、寛文10年(1670年)には、幸徳井家に対して全国の声聞師や民間の占い師、暦師等の支配権と、陰陽頭職を巡って相論を仕掛けるに至った。時勢は改暦成功と、幕府および幕府天文方を後ろ楯にもつ土御門家に有利に働いたが、その最中の天和２年(1682年)に幸徳井友傳が35歳で急逝し、事態は一挙に土御門家に傾いた。ついに天和3年（1683年）5月、幸徳井家嫡男の幸徳井友信が若年であるという事から、陰陽頭に後見であった土御門泰福が就任した。泰福はさらに5代将軍 徳川綱吉の朱印状および、時の霊元天皇綸旨を賜って「全国陰陽師支配」の権限を獲得。土御門家は「陰陽道宗家」として全国の陰陽師や諸民間宗教者·祈祷者·芸能者の統括と、造暦の権利を掌握することになった。幸徳井家はかろうじて暦注の担当を任されるが、土御門家配下とならざるを得ず、拠点であり、独自に陰陽師資格を認めて支配していた南都(奈良)の陰陽師「南都陰陽師」の任免·支配権は没収。土御門家を宗家とする組織体制の整備が進められていった。
土御門家は霊元天皇より「天社宮」の宮号を賜り、自家を「司天家(司天監)」と称するようになった。

## 土御門神道への昇華と内容
幸徳井家から陰陽頭職を"奪還"した後、土御門家は幕府から「全国陰陽師支配」の権限を認められ、霊元天皇からは宮号下贈される等、着実に陰陽道の支配権を確立していった。そして、その最たるものの一つが「陰陽道の"神道化"」、すなわち「天社神道(土御門神道、安家神道)」の確立であったと言えよう。
既述の如く、中世末の戦乱で陰陽道は大部分を失っており、その際にはかつて陰陽道が影響を与えた吉田神道や密教から"逆輸入"、すなわち吉田神道や密教に残る陰陽道由来の作法を持ってきて再度「陰陽道祭祀(陰陽道行事)」の復興をはかっている。厳密に言えばこの段階から既に陰陽道は神道化する要素をはらんでいた。
更に深く追及すれば、平安時代に神祇官を始めとする神官が穢(ケガレ)を極度に避け始めた事、また、その穢を取り除く禊祓が個人にももとめられるようになった際、神官がそれに対応出来ない事から陰陽師が請け負っている実情もあった事から、その際に祝詞を始めとする諸作法を神官の所作から取り込んでいた。その段階も、言わば神道化の"前触れ"ともとれるかもしれない。
ともあれ、晴れて「陰陽道宗家」となった土御門泰福は神道家·儒家であり、思想家の山崎闇斎が提唱した神道説「垂加神道(すいか/しでます-しんとう)」を門下生となって学び、これを陰陽道(「安倍氏が伝えてきた陰陽道」="安家陰陽道")の根幹的思想に置くことで、陰陽道がそもそも持つ思想·諸説と(垂加)神道説とを融合させた独自理論を展開するに至り、ここに土御門家が支配する陰陽道は「天社神道」あるいは「土御門神道」「安家神道」を確立させた。
土御門泰福や渋川春海らが師事した山崎闇斎についての詳細は該当記事にゆだねるが、要約すれば朱子学に基づく神道思想、君と臣·長と幼といった上下関係や、儒教由来の「慎み」や「仁義」といった倫理感が中核となっている。山崎はそこに加えて、世の中のあらゆるものはすべて天照大御神のもとにあるとして、皇統守護こそが森羅万象の基礎であると説いた。この思想は幕末に勃興する、いわゆる「皇国史観」の下地となり、水戸学を始めとする尊皇思想に影響を与えた。
陰陽道は、天より地上の統治を認められた天子の徳である授時観象や、天子の統治を認可している"天"が如何に判断しているか(天意)を知るための占い等を司っていた所から、垂加神道の皇国史観に共感するところがあったと思われる。
ただし実際において土御門神道は「天社神道行事」、すなわち祭祀や占いの技術探究こそ最重要であった事から、思想に関する典籍よりも祭祀行法や占法に関するものの方が多い。
肝心の祭祀行法については、中世以来"転用"してきた吉田神道の行法そのものであり、ましてや山崎自身も吉田·吉川の両神道を学んでいる事から、その色はむしろ強くなっていた。実際に近世の陰陽道祭祀の絵図面を見ても、そこにあるのは「宗源壇」「鎮火壇」といった吉田神道の祭壇とほぼ同じものであり、作法もまた同様であった。
しかし、あくまで内容は吉田神道とは一線を画していると主張しており、谷秦山が著した『秦山集』によれば「安家神道、昔卜部より伝来。近世に後陽成帝が泰福卿の祖父泰重卿に勅伝す。然るに本(もと)習合多し。垂加これを正す。」とある。つまり、"安家神道(土御門神道)は卜部(吉田家)から伝来したものを、近世に後陽成天皇が土御門泰重に勅伝したもの"だとし、"元の教説(吉田神道の教説)は仏教との習合が多いので、垂加(山崎闇斎)がこれを正した"として、吉田神道よりもより純粋(仏教色希薄)な教説であると主張し、差別化を図った。
土御門泰福が山崎闇斎に師事し(山崎はまた泰福に師事して陰陽道を学んだ)、山崎の手によって土御門家"独自"の神道説が確立されはじめた寛文2年(1662年)ころ(土御門家が「全国陰陽師支配」の権利を獲得する以前、復権段階が叶った頃)から土御門家は、自らが司るものを「陰陽道」ではなく「天社神道」「安家神道」と表現し始めており、祭祀行方の内容は吉田神道に"類似(伝来)"しているとしながらも、垂加神道を受容して山崎闇斎の神道説に依拠する事によって、「吉田神道」の影響から離脱し、「天社神道(土御門神道、安家神道)」という、ひとつの独立した「神道説」と主張する事が出来るようになったと考えられる。
そしてその主張は、後に土御門家が「陰陽道宗家」となって全国陰陽師支配の権利を得た事で確固たるものにする事が出来た。以後、宗家である土御門家が伝えてきている陰陽道は、すなわち「天社神道(土御門神道)」であると見なし、土御門家当主は「陰陽道宗家」であり、それはつまり「天社神道宗家」である、という事になった。

### 支配体制
天和3年(1683年)に「全国陰陽師支配」の朱印状を手にした土御門家の最初の課題は配下管理のための支配体制の構築となった。本部である「本所」は、京都 梅小路村にあった土御門家本宅屋敷(土御門殿)におかれ、これを「京都役所」とし、さらに貞享元年には江戸に「江戸役所」が置かれ、土御門家の直臣格が責任者となり(「関東陰陽師総触頭」)、関東(関八州)および東日本の土御門家配下の管理に当たった。江戸役所は幕府寺社奉行よりの通達がある場合は窓口になった他、殊に人口過密であった江戸およびその近辺にいる配下は非常に多かった為に、江戸役所はさらに独自の区別支配体制を作っていた(後述)。
なお、江戸役所は陰陽師免許取得においてはあくまで仮免許までしか発給が許されておらず、最終的な判断は京都役所が決裁する事になっていた。つまり江戸役所は土御門家管理下となるべき各職業の「職分」は保証出来たが、彼らが正式な土御門家配下であり、それ故に与えられる様々な権利の許可をして「身分」を保証するのは、あくまで「陰陽道本所」である京都役所であった。
土御門家配下達の支配は江戸と京都の二つの役所が分掌·協調しながら行われていったが、江戸役所はあくまで仮許可しか出せないという難点から、本来は江戸役所管下であるべき者達が京都役所直轄下になろうとする、という事もあった。そうした時、江戸役所と京都役所はしばしば見解の相違が起きる事もあり、その際は話し合いはもちろん、それでも齟齬が起きる場合は寺社奉行(問題が起きている地を治める所の寺社奉行)に相談する事もあった。
なお、かつて疎開していた若狭国名田庄にも「土御門殿」（役所）は置かれていたが、あくまでも領地管理や隣接する若狭小浜藩などとのやりとり、京都の本所からの諸免許や許諾が必要な場合の取次などが主要な職務であった。ただ、泰山府君社や安倍有宣·安倍有春·安倍有脩の三代の墓所、安倍家の祖霊社(善積川上大明神)が領内の加茂神社に祀られていた事から、土御門家の「霊場」としてのランクは高かった。在名田庄の家臣である谷川左近家の文書には京都の土御門本邸へ若狭の魚介類や野菜などが送られている記録が残る。
土御門家が将軍および天皇から全国陰陽師支配を許される前から同家配下になっていた地方の宗教者·祈祷者も確認出来る。そうした土御門家陰陽道支配確立前に配下となっていた集団は、天社神道への昇華後もかつてと変わらない祈祷法の執行が許されていた。代表的存在として、備中総社を中心に備前·備後でも広く活動していた「上原太夫」と呼ばれる祈祷者は、元姫路藩主であった池田家が無嗣断絶した小早川家にかわって岡山に転封した際、土御門久脩が岡山城を訪れて祈祷を施した際に配下になったという古参であった。陰陽道宗家体制確立後は「備中富原陰陽師」と称するが、その活動内容は陰陽道(天社神道)の作法に囚われない、「上原太夫」時代の祈祷を行っていた。また呼称や肩書についても本来は許されないもの、あるいは特殊な「博士(天文博士/博士頭)」や「占師」といった肩書が許され、それは現在も総社市内にのこる墓碑からも確認が出来る。
幕末にも、安倍晴明没後850年の大祭には祭祀の補佐役(具官)としてリーダー格の二家（結城越後家、長谷川因幡家）から２人出仕しているなど、土御門家配下に入った時期が早ければ早いほど諸便宜が計られていた。
ただし、宗家体制を確立した土御門家には大きな課題があった。それは"ガイドライン"とも言える「法度」が幕府より出されなかった事である。寺院には「寺院諸法度」、神社には「諸社禰宜神主法度」、修験者(山伏)には「修験法度」がそれぞれ出されて職務のガイドラインが明確に定められていたが、幕府は陰陽道に法度を出さなかった。それ故に配下の職務執行に際して明確な線引きがされず(出来ず)、時に他勢力から職分侵害に対する抗議が頻発し、その度に争論となったり寺社奉行による裁きを必要とした。
殊に土御門家にとって大きな争論となったのは、「大黒党一件」と「南都陰陽師」を巡る争論であった。「大黒党一件」は、関東地方を中心に「大黒」と名乗る唱門師（声聞師）が独自に陰陽師の免状を発行していた事が明らかになり、寺社奉行および京都所司代を通して土御門家へ通報があった事で発覚した。「大黒」側は室町期から「左義長（三毬杖）」や軽微な祓を行ってきていた事を理由として陰陽師の任命権保有を主張。対して土御門家は幕府および朝廷より認可を受けた「陰陽道宗家（全国陰陽師支配の権利）」である事をもって反論した。その後の論争の顛末は記録がなく詳細は明らかではないが、土御門家江戸役所の体制強化および「関東陰陽道総触頭」の強化がなされている事等から、大黒家の陰陽師免許発行権（任命権）は却下されたとみられる。しかし、大黒家自体は本姓として「安倍氏」を名乗って陰陽寮の正員になっている所を見ると、「大黒党一件」は実質的に”引き分け”となったと言える。
南都陰陽師は当時、興福寺の庇護下にあった賀茂朝臣氏庶流幸徳井家との争論である。幸徳井家は陰陽家安倍氏の祖たる安倍晴明の師家である賀茂氏の庶流を標榜している事、そして土御門家が京都不在の時期に陰陽頭を務めていた所から、主に南都（奈良）の唱門師や祈祷者、暦師などに対して「陰陽師」の資格を認可。認可を受けた者は「南都陰陽師」と肩書を付けて暦を頒布したり興福寺の行事における諸祓や祭祀を請け負っていた。「陰陽道宗家」である土御門家は当然ながらこれに対して抗議し、以後は必ず土御門家の認可なしに「陰陽師」を称する事は禁じられた。元より幸徳井家は系統こそ「賀茂氏庶流」を名乗るが、始まりは安倍氏出身の陰陽師が賀茂氏に養子に入った事からなので、いわば幸徳井家は安倍氏土御門家にとっては「親戚」となる。本家筋であり、陰陽頭職を奪還していた土御門家には歯が立たなかった。最終的に順序としては宗家である土御門家、次いで土御門家の分家である倉橋家、そして賀茂氏庶流の幸徳井家となる。
この他にも、装束や職分をめぐって修験者（山伏）と、また支配権を巡って神事舞太夫や夷願人などの諸芸能者集団との間で争論が起き、寺社奉行の裁定を仰いでいる。これらの問題が常に発生していたのもひとえに職分および職務範囲を定めたガイドラインとしての法度がなかった事に端を発していると言えよう。土御門家はこの問題を再三にわたって寺社奉行や京都所司代、幕府に相談をしているがついに法度が出される事は無かった。土御門家は法度にかわって「職務規定」にあたる「掟状」を何度も発布している他、掟をまとめて全国の配下陰陽師に周知させるための「触れ流し」を出している。なお、幕府は法度制定は認めなかったものの、「掟状」や「触れ流し」の発行は認めている。その他にも全国各地に配下陰陽師を統括・管理する「触頭」「小頭」あるいは「一本職」と呼ばれる存在を配置した他、近畿地方周辺では代々土御門家に仕えているという事から「歴代組」という名で組織を構成。「古組」「新組」「新々組」等と土御門家配下になった時期を基に組織区分を作っていた。

## 「宝暦改暦」以後の新展開ー土御門神道の学問化と「門人」の登場
江戸幕府も八代 徳川吉宗の時代になると西洋書輸入の規制緩和などが始まった事で、西洋文明の波が押し寄せてきた。天文と暦を担当する土御門家にとって、西洋文明の流入は大きな「岐路」ともなった。土御門家を陰陽道宗家とし、天社神道を提唱した土御門泰福は嫡子 泰誠が早逝した事で泰誠の弟である泰連が後継者となるも、継嗣がいなかったので末弟であった土御門泰邦が家督を継ぐ。
父である泰福が貞享改暦を成功させたが、その反面で実質的に造暦権を持つことになった幕府は渋川春海を筆頭にして天文方を設置した。貞享改暦以後、土御門家は暦家である賀茂朝臣氏（幸徳井家）を超えて造暦権を手にしたが、造暦作業自体は幕府の機関である天文方によって行われていた。ただでさえ改暦権限も幕府に奪われていた土御門家はこれを憂慮し、泰邦は在野の暦学者などを傘下にいれて体制を強固にしていく。折しもその中で8代将軍 徳川吉宗が新暦採用を考える。開明的であった吉宗は西洋天文学を取り入れるべく天文方に属していた西川正休や渋川則休らを京都に派遣して造暦の準備を始める事となった（あくまでもキリスト教色を排除した形での西洋知識の導入）。しかし泰邦は西洋天文学に懐疑的である上に、西川ら天文方が利用しようとした中国・清朝が採用していた「時憲暦」がイエズス会所属のキリスト教宣教師がもたらした暦法である事に猛反発した。幕府は「（由来がキリスト教由来の暦法であるとしても）中国の王朝で採用されたものであるから問題はない」と泰邦を窘めたが態度を改める事はなかった。
こうした土御門家と天文方との齟齬が続く中で、将軍吉宗は隠居し、体調を崩して急死してしまう。影響力を持っていた吉宗の死は泰邦にとって有利に働き、天文方が一時的に動きを遅くした隙に泰邦は西川ら西洋暦法を推進していた天文方を排除し、傘下としていた在野の暦学者を利用して新暦法「宝暦暦」を作成して上呈、採用された。しかし、在野の暦学者による算出であった事や、元々暦が専門ではない土御門家の作った宝暦暦は欠陥が多く、その制度は貞享暦よりも劣る内容となってしまった。しかし、土御門家が造暦権限を保有している以上は天文方も反論が難しく、しばらくは宝暦暦を”甘受”せざるを得ない状況が続いてしまう。
そのような中で宝暦暦の欠陥が決定的となったのが宝暦13年9月1日（1763年10月7日）の日蝕予報であった。当時、屈指の天文学者であった麻田剛立をはじめ、薩摩の磯永周英、土佐の川谷致真、京都の西村遠里と曽我部容所、仙台の戸板保佑・大塚頼充・高橋通三ら、多くの民間の天文家が当日に日蝕が起きると予測していた中、宝暦暦はこれを外してしまう。この一件で暦法の欠陥が公になった事により、幕府は明和元年（1764）に急遽暦法の見直しに取り掛かり、佐々木文次郎を「補暦御用」として修正をさせ、明和8年（1771）より修正された宝暦暦が用いられる事となった。しかし急遽修正して採用してもなお宝暦暦の欠陥は影響し、安永2年（1773）および同4年、さらに天明6年（1786）には、当時の置閏法において起きてはならない「中気が含まれる閏月」が発生。不具合は多岐にわたっている事がより明らかになり、いよいよ宝暦暦の精度の悪さはもはや隠し切れなくなった。さらに全国の天文学者や暦学者、和算家などから不満が噴出した結果、朝廷と幕府は改暦を決定し、新たに評判の高かった天文学者・高橋至時を天文方に採用し、新暦法「寛政暦」を奉呈した。
この宝暦暦の”実質的失敗”は土御門家配下陰陽師らにも大きく影響した。もとより土御門家配下として暦の頒布も行っていた陰陽師らも、諸行事の日程選定や、暦日の吉凶判定にしばしば混乱を起こす事につながった上に、殊に日蝕予報を外したり、季節変化の節目を外してしまう事は貴族・武家層だけでなく町人・庶民層にも影響を与えた。陰陽道の宗家たる土御門家の当主が自ら作った暦法の失敗は天文方に利す事となり、造暦権限は再び幕府天文方が奪取。土御門家は「陰陽道宗家」という立場からの監修役に収まってしまう事になった。
ただ、土御門家もこの一連の事態を重く受け止め、泰邦の後継となった土御門泰信、泰栄、そして土御門晴親は当時先進の天文学・暦学を積極的に受け入れていくようになったと同時に、これを研究・研鑽して今後の陰陽道および天社神道に活かしていく方法を考えていった。
その一方法として、土御門家はその知識を積極的に公開すべく門戸を開き、土御門家当主や重臣が積極的に教授する事で、天社神道を宗教の枠だけに納めておくのではなく、保有する膨大な知識を「学問」として広く啓蒙していくようになっていった。ここにおいて土御門家は、天社神道を基盤にして、あらたに教育の分野にも手を拡げていく契機を得た。
なお、宝暦暦および寛政改暦までの一連の流れによって、土御門家と幕府天文方の関係が悪化したと思われがちであったが、実際は悪化してはおらず、むしろ土御門家は同家が保有していない天文書の借用を天文方を通じて幕府に願い出ていたり、逆に天文方は土御門家の保有している典籍等を借用したり、改暦がなされる際に観測所および編纂所は京都に置かれたが、その際には観測所に土御門家当主ら一行が招かれたり、訪問して幕府所有の最新鋭の天文観測機器を体験したりと"親睦"をはかっており、関係性はむしろ良好であったといえよう。
加えて、基本的に幕府天文方は土御門家門下になる必要性があったので、土御門家と関係が悪くなる事自体は"あり得ないこと"であり、"あってはならない"事でもあった(初代天文方 渋川春海は天社神道を学び、新しく土守神道を創設している)。
また改暦作業の拠点も幕府の本拠地である江戸ではなく京都に設置している。しかも土御門邸のあった梅小路に近い場所に置いており、いかに幕府側に造暦権限があろうとも土御門家の権威なくしては成り立たなかったのである。当時の天体の運行図や地図の中心点は京都梅小路土御門邸の真上になっている。
土御門家は江戸時代中期末から後期初頭に訪れた、西洋文明に起源を持つ新しい文化に接した事を契機に、陰陽道を基幹とする天社神道を単なる信仰や宗教の分野に留めず、いわば"本来の姿"である「技術と学術(思想)」にも力を入れていく事になったと言えるのである。
また松平定信によって行われた寛政の改革で、陰陽師は他の雑多な宗教者らと共に「裏店暮らし」を強要された他、全国で「陰陽師」と名乗って無断で活動をする者や、土御門家配下ではあるものの、既定の職務以上の事を行って対価を得る者等も出てくるようになり、土御門家は江戸時代後期以降、たびたび「触れ流し」を出して配下に活動の再確認と綱紀粛正を求めるとと同時に、全国の触頭や小頭らに無断で陰陽師あるいは「陰陽家」などと名乗って活動をする者の監視および告訴を強化した。重大な問題である場合は京都の土御門家（陰陽道本所）から使いを出して、実検する事もあった。幕末へと向かっていく中で時勢も次第に穏やかではなくなっていくと共に、「ガイドライン」たる法度がなかった陰陽道は統率の乱れを露呈していく事になった。
そのような中、上記の通り土御門家は積極的にその蓄積していた知識や技術を啓蒙していく。幕末期の土御門家当主である土御門晴親は邸宅内に家塾「齊政舘（斉政舘）」を開いた。これによって、土御門家は「陰陽道（天社神道）」宗家（陰陽道本所）としての機能と共に、長年かけて蓄積してきた技術・学術などを学びたいという者に対して積極的にその情報を教授・公開していった。
「齊政舘（斉政舘）」からは、のちの東芝の実質的創設者となる田中久重（通称”からくり儀右衛門”）、東京にある順天学園高校・中学校の基礎「順天求合社」を創立した福田理軒および兄の福田復、岡山県金光町にある「金光教」の開祖である初代金光大神（赤沢文治）に手習いを教授した豪農で算術家の小野光右衛門、京都霊山麓にある霊明舎（現・霊明神社）第二代舎で、主吉田家・白川家より神道裁許状を得て、殊に吉田家から神道葬儀・神道埋葬の許状を得た村上美平（村上美平は神官であると同時に土御門家より許状を得ている陰陽師の触頭でもあった）などが輩出されている。
こうして、土御門家は陰陽道の家、そして天文家として蓄積した膨大なデータや知識を塾を置いて広く門戸を開ける事によって、配下陰陽師とは別に、「門人」(齊政舘で学んで「陰陽道知」を身につけた非陰陽師)を輩出する事で、陰陽道(天社神道)を宗教的な面だけに偏らせず、「学問」にする事で、時代の先進化と共にやって来た合理主義に可能な限り転化させる事で生き残りを図っていった。
その間に幕末を迎え、土御門家の当主は土御門晴雄の時代となる。晴雄は"攘夷か開国か"の問題では尊皇·攘夷派として、開国を選んだ幕府に抗議をした「廷臣八十八卿列参事件」に、分家である倉橋家と共に参加している。

## 天社禁止令以降
明治維新後の明治3年（1870年）に陰陽寮が廃止され、太政官から土御門家当主晴栄に対して、天文学・暦学のことは、以後大学校（東京帝国大学の前身）の下に設置された天文暦道局の管轄になると言い渡しを受ける。さらに、同年閏10月17日、太政官布告745号天社禁止令が出され、陰陽道・天社神道自体が禁止されてしまう。それによって陰陽師の身分もなくなることになり、陰陽師たちは庇護を失い転職するか、独自の宗教活動をするようになった。
土御門神道はそうした状況の中で、古神道などの影響を受けながら、かつての土御門家の家司や弟子たちの手によって細々と守られてきた。昭和3年に社団法人大日本陰陽会が設立され、昭和17年(1942年)に社団法人大日本易道会に名称変更される。三室戸敬光子爵(貴族院議員)が総裁、土御門熙光(父晴善が三室戸家より養子に入る)子爵が副総裁。昭和17年（1942年）4月には「土御門神道同門会」が結成され、土御門子爵家当主・土御門凞光が総裁、土御門家分家筋の倉橋泰隆が会長となり、土御門神道復興の動きが始まる。伊勢神宮大宮司であった三室戸家が後ろ楯となって土御門神道復興を目指していたが昭和19年(1944年)5月に土御門熙光が亡くなる。
その後を弟の土御門範忠が継ぐ。昭和21年（1946年）5月21日、「土御門神道（天社土御門神道）」として復興する事とした。昭和29年(1954年)1月11日「宗教法人天社土御門神道本庁」として認可。本部としての「天社土御門神道本庁」が設置され、管長には土御門範忠が就任。代表理事 兼 庁長には藤田乾堂が就いて管長を補佐した。
戦後、爵位が廃止されて身分保証が無くなると、土御門晴善以来親戚関係にあった三室戸家(旧子爵)はもちろん、元来分家にあたる倉橋家(旧子爵)も土御門神道と関わる事を止めざるを得ず、本部機能は兵庫県宝塚市と京都府山科の二か所に分散して置き、東京・大阪・京都に事務所を置いた(現在は事務所は廃止されている)。
その後、土御門家の領地であった福井県遠敷郡名田庄村の旧土御門家屋敷地にあって、同地および祭祀場跡（泰山府君社跡）を管理していた藤田家居宅に本部機能を一元化し、以降は同所を「天社土御門神道本庁」としている。
1994年に管長である土御門範忠が死去すると、土御門家はその家職である土御門神道の一切を天社土御門神道本庁に委譲。後継者もいないために土御門家は以後土御門神道には関与していない。管長不在となってからは理事長 兼 庁長であった藤田乾堂が代表(庁長)に就任し、責任者となった。
藤田乾堂死去後は代表理事として補佐をしていた長男の藤田義仁が代表職(庁長)を受け継ぎ、現行体制に至る。
『宗教年鑑 平成17年版』によると、4神社、5教会、9布教所、その他の7団体、計25団体（ただしそのうち法人格を取得しているのは1団体のみ）を包括している。現庁長は藤田義仁。また、土御門家家臣として中世以来、土御門家領の名田庄地域全体を守ってきた谷川家は同集落の加茂神社(包括法人神社本庁)の宮司であり、年に二度ある土御門神道の大祭では副斎主として庁長を補佐している。
なお、一時期は後継者の問題が新聞に取り上げられたが、近年は「官」として福井県嶺南振興局、「産」として小浜酒造をはじめ名田庄地区および小浜市にある各商業施設・会社、「学」として陰陽道研究者が設立した研究会「陰陽道史研究の会」および、関連する研究に従事する学者・研究者(在野やアマチュアも含む)の個人的支援および学術的協力、いわゆる「産学官」での支援によって、土御門神道を「地域の伝統文化」として支えていく事となった。その手始めとして、2021年より公式ホームページおよびインスタグラム公式ページを開設し、祈祷や御守りなどの申し込みをはじめ、祭事案内や境内清掃会などのお知らせを発信するようになった。
また、未だに誤情報や無関係の人物や団体によるミスリードは少なからずあるものの、以前に比べて陰陽道および土御門神道に関する正確な情報が手に入りやすくなった事から、運営の収入源となっている暦の購入者、さらには年２回ある大祭や、境内清掃などに積極的に参列·参加する「崇敬者」(土御門神道は性質上"氏子"はいない)も徐々に増えてきている。
また関心事である土御門神道の”今後の運営”についても、以前のような絶望的状況は脱しつつあり、上記の支援・協力を受けて新しい展開を迎えている。
現在の土御門家は天社土御門神道にはほぼ関与しておらず、当主の女性も土御門神道の継承を否定している。また、土御門を僭称して活動する人物もいるが、天社土御門神道から直接無関係である旨が発表されている。